# Swadeshi Ratnamson
Swadeshi Ratnamson is de naam van een in India gemaakte vulpen. De pen is in India een iconisch symbool van anti-imperialisme.
De pen dankt zijn ontstaan aan Mahatma Gandhi, de beroemde onafhankelijkheidsstrijder. Gandhi vroeg in 1921 aan een juwelier uit Rajahmundry, Kosuri Venkat Ratnam, iets te ontwikkelen wat alle Indiërs konden gebruiken. Het moest ook iets zijn dat volledig in India gemaakt werd ('swadeshi'). Met behulp van onder meer A. Ramamurti, oprichter van Andhra Scientific Company, werd in 1933 een echte Indiase vulpen ontwikkeld. Gandhi was er aanvankelijk niet van overtuigd dat de pen Indiaas was, de pen leek op een geïmporteerde pen. Gandhi stuurde daarom een medewerker naar Rajahmundry om het productieproces te bekijken en was daarna overtuigd. Hij gebruikte de pen tot aan zijn dood. Andere gebruikers van de pen waren en zijn onder andere president Dwight D. Eisenhower, Sovjet-leider Nikita Chroesjtsjov en de Indiase premier Narendra Modi. De pen wordt nog steeds gemaakt, met de hand. De pen is gemaakt van eboniet, een product op basis van rubber. Het kost de makers twee dagen om één pen te maken.